# 单头蒲儿根
单头蒲儿根（学名：Sinosenecio hederifolius）是菊科蒲儿根属的植物，为中国的特有植物。分布于中国大陆的四川、甘肃、湖北等地，生长于海拔700米至2,000米的地区，常生于山坡松林下或石灰岩，目前尚未由人工引种栽培。

## 别名
单头千里光（中国高等植物图鉴）

## 异名
- Senecio goodianus Hand.-Mazz.